# L'Épée magique
Pour plus de détails, voir Fiche technique et Distribution.
L'Épée magique (serbo-croate : Čudotvorni mač) est un film d'aventures yougoslave réalisé par Vojislav Nanović (sr) et sorti en 1950.
Le film est inspiré du conte serbe Le Pommier d'or et les Neuf Paonnes.

## Synopsis
Au Moyen Âge, le jeune garçon Nebojša et son grand-père Ivan chassent dans la forêt enneigée. Après s'être perdus dans la forêt, Nebojša et son chien arrivent à une tour abandonnée et entendent une voix inconnue provenant d'un tonneau. La voix supplie Nebojša de lui donner de l'eau, et Nebojša accède à sa demande. Après cela, le tonneau se brise et Baš Čelik, qui y était emprisonné, s'en échappe, puis chasse l'enfant de la tour. Plusieurs années plus tard, Nebojša est déjà un jeune homme qui a demandé en mariage son amour de longue date, Vida. Lors de leur mariage, le jaloux Gritsko rencontre Bash Celik et son armée, et les invite à assister au mariage.

## Fiche technique
- Titre français : L'Épée magique ou Le Glaive magique ou L'Épée enchantée[1]
- Titre original : Čudotvorni mač, Чудотворни мач[2],[3]
- Réalisation : Ilija Stanojević
- Scénario : Jugoslav Đorđević, Vojislav Nanović
- Photographie : Nenad Jovičić
- Musique : Mihajlo Vukdragović (sr)
- Sociétés de production : Zvezda film
- Pays de production :  Yougoslavie
- Langue originale : serbo-croate
- Format : Noir et blanc - son mono - 1,37:1 - 35 mm
- Genre : Film d'aventures
- Durée : 101 minutes
- Dates de sortie : 
  - Yougoslavie : 5 août 1950
  - France : décembre 1950

## Distribution
- Rade Marković (sh) : Nebojša
- Vera Đukić (sh) : Vida
- Milivoje Živanović (sh) : Baš Čelik
- Marko Marinković (sh) : Grand-père Ivan
- Mihajlo Bata Paskaljević (sh) : Gricko
- Milan Ajvaz (sh) : Le père de Vida
- Ljubiša Jovanović (sh) : Le vieil homme
- Pavle Vujisić : Le chevalier
- Vilma Žedrinski : L'impératrice
- Zora Zlatković (sr) : La sorcière